# Maharajpur
Maharajpur è una suddivisione dell'India, classificata come nagar panchayat, di 21.532 abitanti, situata nel distretto di Chhatarpur, nello stato federato del Madhya Pradesh. In base al numero di abitanti la città rientra nella classe III (da 20.000 a 49.999 persone).

## Geografia fisica
La città è situata a 25° 01' 19 N e 79° 42' 44 E.

## Società

### Evoluzione demografica
Al censimento del 2001 la popolazione di Maharajpur assommava a 21.532 persone, delle quali 11.351 maschi e 10.181 femmine. I bambini di età inferiore o uguale ai sei anni assommavano a 3.439, dei quali 1.763 maschi e 1.676 femmine. Infine, coloro che erano in grado di saper almeno leggere e scrivere erano 11.513, dei quali 7.166 maschi e 4.347 femmine.